# Campeonato Mundial de Clubes de voleibol femenino de la FIVB de 2018
El Campeonato Mundial Femenino de Clubes de la FIVB de 2018 será la decimosegunda edición del Campeonato Mundial de Clubes de la FIVB y novena desde su reanudación. Se realizará en Shaoxing, China. 

## Clasificación
| Vía de Clasificación                                 | Equipos Clasificados                                   |
| ---------------------------------------------------- | ------------------------------------------------------ |
| Equipo anfitrión                                     | Zhejiang                                               |
| Campeón de la Liga de Campeones (2017-18)            | Vakıfbank Istanbul                                     |
| Campeón del Campeonato Sudamericano de Clubes (2018) | Minas Tênis Clube                                      |
| Campeón del Campeonato Asiático de Clubes (2017)     | Suprem Chonburi                                        |
| Invitados por la organización                        | Praia Clube Eczacıbaşı VitrA Volero Le Cannet Altay VC |
| TOTAL                                                | 8                                                      |

## Formato de competición
El torneo consta de dos etapas. En la primera fase, los ocho equipos se dividen en dos grupos de cuatro integrantes, donde juegan todos contra todos una vez. Al finalizar esta etapa, los dos mejores equipos de cada grupo avanzan a las semifinales, mientras que los restantes equipos dejan disputarán el quinto al octavo puesto.
En la fase final se enfrentan los primeros de cada grupo con los segundos del otro grupo, es decir, el primero del grupo A con el segundo del grupo B y el primero del grupo A con el segundo del grupo B. Los ganadores de estos enfrentamientos disputan la final mientras que los perdedores disputan el partido por el tercer puesto.
Criterios de clasificación en los grupos:
1. Número de partidos ganados
2. Puntos de partido
3. Relación de conjuntos
4. Relación de puntos
5. Si el empate continúa según la proporción de puntos entre dos equipos, se dará prioridad al equipo que ganó el último partido entre ellos. Cuando la relación de empate en puntos es de tres o más equipos, se realizará una nueva clasificación de estos equipos en los términos de los puntos 1, 2 y 3 teniendo en cuenta solo los partidos en los que se enfrentaron entre sí.

Partido ganado 3–0 o 3–1: 3 puntos de partido para el ganador, 0 puntos de partido para el perdedor 
Partido ganado 3–2: 2 puntos de partido para el ganador, 1 punto de partido para el perdedor

## Grupos
| Grupo A            | Grupo B          |
| ------------------ | ---------------- |
| Zhejiang           | Eczacıbaşı VitrA |
| Vakıfbank Istanbul | Praia Clube      |
| Minas Tênis Clube  | Suprem Chonburi  |
| Volero Le Cannet   | Altay VC         |

## Resultados

### Fase de grupos
- Los horarios corresponden al huso horario de China (UTC+08:00)

|  | Clasificados a semifinales                                         |
|  | Disputan las semifinales de la clasificación del 5.° al 8.° puesto |

#### Grupo A
| Pos. | Equipo             | PG | PP | Pts | SG | SP | PG  | PP  |
| ---- | ------------------ | -- | -- | --- | -- | -- | --- | --- |
| 1.°  | Vakıfbank Istanbul | 3  | 0  | 9   | 9  | 0  | 230 | 168 |
| 2.°  | Minas Tênis Clube  | 2  | 1  | 5   | 6  | 6  | 265 | 243 |
| 3.°  | Zhejiang           | 1  | 2  | 2   | 4  | 8  | 211 | 278 |
| 4.°  | Volero Le Cannet   | 0  | 3  | 2   | 4  | 9  | 260 | 277 |

| Fecha          | Hora  | Equipo 1           | Res.  | Equipo 2           | Set 1 | Set 2 | Set 3 | Set 4 | Set 5 | Total     | Reporte |
| -------------- | ----- | ------------------ | ----- | ------------------ | ----- | ----- | ----- | ----- | ----- | --------- | ------- |
| 4 de diciembre | 14:00 | Minas Tênis Clube  | 3 – 2 | Volero Le Cannet   | 17-25 | 25-20 | 25-16 | 17-25 | 16-14 | 100 – 100 | P2      |
| 4 de diciembre | 20:00 | Zhejiang           | 0 – 3 | Vakıfbank İstanbul | 20-25 | 13-25 | 13-25 |       |       | 46 – 75   | P2      |
| 5 de diciembre | 14:00 | Vakıfbank İstanbul | 3 – 0 | Volero Le Cannet   | 25-21 | 25-15 | 25-17 |       |       | 75 – 53   | P2      |
| 5 de diciembre | 20:00 | Zhejiang           | 1 – 3 | Minas Tênis Clube  | 11-25 | 25-21 | 10-25 | 17-25 |       | 63 – 96   | P2      |
| 7 de diciembre | 17:00 | Vakıfbank İstanbul | 3 – 0 | Minas Tênis Clube  | 25-23 | 30-28 | 25-18 |       |       | 80 – 69   | P2      |
| 7 de diciembre | 20:00 | Zhejiang           | 3 – 2 | Volero Le Cannet   | 16-25 | 25-19 | 19-25 | 26-24 | 16-14 | 102 – 107 | P2      |

#### Grupo B
| Pos. | Equipo           | PG | PP | Pts | SG | SP | PG  | PP  |
| ---- | ---------------- | -- | -- | --- | -- | -- | --- | --- |
| 1.°  | Eczacıbaşı VitrA | 3  | 0  | 9   | 9  | 1  | 250 | 159 |
| 2.°  | Praia Clube      | 2  | 1  | 6   | 7  | 3  | 230 | 199 |
| 3.°  | Suprem Chonburi  | 1  | 2  | 3   | 3  | 7  | 187 | 235 |
| 4.°  | Altay VC         | 0  | 3  | 0   | 1  | 9  | 168 | 242 |

| Fecha          | Hora  | Equipo 1         | Res.  | Equipo 2         | Set 1 | Set 2 | Set 3 | Set 4 | Set 5 | Total    | Reporte |
| -------------- | ----- | ---------------- | ----- | ---------------- | ----- | ----- | ----- | ----- | ----- | -------- | ------- |
| 4 de diciembre | 10:00 | Suprem Chonburi  | 0 – 3 | Praia Clube      | 22-25 | 16-25 | 14-25 |       |       | 52 – 75  | P2      |
| 4 de diciembre | 17:00 | Eczacıbaşı VitrA | 3 – 0 | Altay VC         | 25-10 | 25-11 | 25-15 |       |       | 75 – 36  | P2      |
| 5 de diciembre | 10:00 | Praia Clube      | 3 – 0 | Altay VC         | 25-14 | 25-16 | 25-17 |       |       | 75 – 47  | P2      |
| 5 de diciembre | 17:00 | Suprem Chonburi  | 0 – 3 | Eczacıbaşı VitrA | 15-25 | 11-25 | 17-25 |       |       | 43 – 75  | P2      |
| 7 de diciembre | 10:00 | Suprem Chonburi  | 3 – 1 | Altay VC         | 25-23 | 25-20 | 17-25 | 25-17 |       | 92 – 85  | P2      |
| 7 de diciembre | 14:00 | Praia Clube      | 1 – 3 | Eczacıbaşı VitrA | 27-25 | 21-25 | 11-25 | 21-25 |       | 80 – 100 | P2      |

### Fase final

#### Clasificación 5.º al 8.º puesto
- Los horarios corresponden al huso horario de China (UTC+08:00)

|  | Semifinales 5.º al 8.º puesto | Semifinales 5.º al 8.º puesto |   |          | Partido 5.º y 6.º puesto | Partido 5.º y 6.º puesto |  |
|  |                               |                               |   |          |                          |                          |  |
|  |                               |                               |   |          |                          |                          |  |
|  | Zhejiang                      | 2                             |   |          |                          |                          |  |
|  | Altay VC                      | 3                             |   |          |                          |                          |  |
|  |                               |                               |   |          |                          |                          |  |
|  |                               |                               |   |          |                          |                          |  |
|  |                               |                               |   |          | Altay VC                 | 3                        |  |
|  |                               | Volero Le Cannet              | 0 |          |                          |                          |  |
|  |                               |                               |   |          |                          |                          |  |
|  |                               |                               |   |          |                          |                          |  |
|  |                               |                               |   |          | Partido 7.º y 8.º puesto |                          |  |
|  |                               |                               |   |          |                          |                          |  |
|  | Suprem Chonburi               | 1                             |   | Zhejiang | 3                        |                          |  |
|  | Volero Le Cannet              | 3                             |   |          | Suprem Chonburi          | 1                        |  |

##### Semifinales 5.º al 8.º puesto
| Fecha          | Hora  | Equipo 1        | Res.  | Equipo 2         | Set 1 | Set 2 | Set 3 | Set 4 | Set 5 | Total    | Reporte |
| -------------- | ----- | --------------- | ----- | ---------------- | ----- | ----- | ----- | ----- | ----- | -------- | ------- |
| 8 de diciembre | 10:00 | Zhejiang        | 2 – 3 | Altay VC         | 14–25 | 25–18 | 23–25 | 25–23 | 9-15  | 96 – 106 | P2      |
| 8 de diciembre | 14:00 | Suprem Chonburi | 1 – 3 | Volero Le Cannet | 17–25 | 20–25 | 25–23 | 21–25 |       | 83 – 98  | P2      |

##### Partido por el 7.º y 8.º puesto
| Fecha          | Hora  | Equipo 1 | Res.  | Equipo 2        | Set 1 | Set 2 | Set 3 | Set 4 | Set 5 | Total   | Reporte |
| -------------- | ----- | -------- | ----- | --------------- | ----- | ----- | ----- | ----- | ----- | ------- | ------- |
| 9 de diciembre | 10:00 | Zhejiang | 3 – 1 | Suprem Chonburi | 25–22 | 20–25 | 25–13 | 25–19 |       | 95 – 79 | P2      |

##### Partido por el 5.º y 6.º puesto
| Fecha          | Hora  | Equipo 1 | Res.  | Equipo 2         | Set 1 | Set 2 | Set 3 | Set 4 | Set 5 | Total   | Reporte |
| -------------- | ----- | -------- | ----- | ---------------- | ----- | ----- | ----- | ----- | ----- | ------- | ------- |
| 9 de diciembre | 14:00 | Altay VC | 3 – 0 | Volero Le Cannet | 26–24 | 25–14 | 25–13 |       |       | 76 – 51 | P2      |

#### Clasificación 1.º al 4.º puesto
|  | Semifinales        | Semifinales        |   |                  | Final             | Final |  |
|  |                    |                    |   |                  |                   |       |  |
|  |                    |                    |   |                  |                   |       |  |
|  |                    |                    |   |                  |                   |       |  |
|  | Eczacıbaşı VitrA   | 2                  |   |                  |                   |       |  |
|  | Minas Tênis Clube  | 3                  |   |                  |                   |       |  |
|  |                    |                    |   |                  |                   |       |  |
|  |                    |                    |   |                  |                   |       |  |
|  |                    |                    |   |                  | Minas Tênis Clube | 0     |  |
|  |                    | Vakıfbank Istanbul | 3 |                  |                   |       |  |
|  |                    |                    |   |                  |                   |       |  |
|  |                    |                    |   |                  |                   |       |  |
|  |                    |                    |   |                  | Tercer lugar      |       |  |
|  |                    |                    |   |                  |                   |       |  |
|  | Vakıfbank Istanbul | 3                  |   | Eczacıbaşı VitrA | 3                 |       |  |
|  | Praia Clube        | 1                  |   |                  | Praia Clube       | 1     |  |

##### Semifinales
| Fecha          | Hora  | Equipo 1           | Res.  | Equipo 2          | Set 1 | Set 2 | Set 3 | Set 4 | Set 5 | Total    | Reporte |
| -------------- | ----- | ------------------ | ----- | ----------------- | ----- | ----- | ----- | ----- | ----- | -------- | ------- |
| 8 de diciembre | 17:00 | Eczacıbaşı VitrA   | 2 – 3 | Minas Tênis Clube | 25–22 | 24–26 | 13–25 | 25–23 | 12–15 | 99 – 111 | P2      |
| 8 de diciembre | 20:00 | Vakıfbank Istanbul | 3 – 1 | Praia Clube       | 25–21 | 25–21 | 22–25 | 25–18 |       | 97 – 85  | P2      |

##### Tercer puesto
| Fecha          | Hora  | Equipo 1         | Res.  | Equipo 2    | Set 1 | Set 2 | Set 3 | Set 4 | Set 5 | Total   | Reporte |
| -------------- | ----- | ---------------- | ----- | ----------- | ----- | ----- | ----- | ----- | ----- | ------- | ------- |
| 9 de diciembre | 17:00 | Eczacıbaşı VitrA | 3 – 0 | Praia Clube | 25–16 | 25–18 | 25–19 |       |       | 75 – 53 | P2      |

##### Final
| Fecha          | Hora  | Equipo 1          | Res.  | Equipo 2           | Set 1 | Set 2 | Set 3 | Set 4 | Set 5 | Total   | Reporte |
| -------------- | ----- | ----------------- | ----- | ------------------ | ----- | ----- | ----- | ----- | ----- | ------- | ------- |
| 9 de diciembre | 20:00 | Minas Tênis Clube | 0 – 3 | Vakıfbank İstanbul | 23–25 | 21–25 | 19–25 |       |       | 63 – 75 | P2      |

#### Campeón
| Campeón del Mundo de Clubes de 2018 |
| ----------------------------------- |
| Vakıfbank Istanbul 3º Título        |

## Clasificación general
| Pos.              | Equipo             |
| ----------------- | ------------------ |
| Medalla de oro    | Vakıfbank Istanbul |
| Medalla de plata  | Minas Tênis Clube  |
| Medalla de bronce | Eczacıbaşı VitrA   |
| 4.                | Praia Clube        |
| 5.                | Altay VC           |
| 6.                | Volero Le Cannet   |
| 7.                | Zhejiang           |
| 8.                | Suprem Chonburi    |

## Premios y reconocimientos
- MVP - Mejor jugadora:  Zhu Ting (Vakıfbank Istanbul)
- Mejores receptores/atacantes:  Gabriela Guimarães (Minas Tênis Clube) –  Zhu Ting (Vakıfbank Istanbul)
- Mejores centrales:  Mayany de Souza (Minas Tênis Clube) –  Milena Rašić (Vakıfbank Istanbul)
- Mejor opuesto:  Tijana Bošković (Eczacıbaşı VitrA)
- Mejor armador:  Macris Carneiro (Minas Tênis Clube)
- Mejor libero:  Gizem Örge (Vakıfbank Istanbul)